# Victor Tait
Victor Tait, född 8 juli 1892 i Winnipeg, död 27 november 1988 i London, var en brittisk ishockeyspelare. Hans lag kom på fjärde plats i Olympiska vinterspelen i Sankt Moritz 1928.

## Fotnoter
1. ↑  Eurohockey.com, Eurohockey.com spelar-ID: 529449, läst: 25 april 2022.[källa från Wikidata]